# 申荷永
申荷永，國際沙遊治療師學會（ISST）治療師、國際分析心理學學會分析師，澳門城市大學人文社會科學學院教授。
中國南京師範大學教育學博士。

## 經歷
1980年代中後期，跟著高覺敷治學，取得博士學位後擔任高覺敷教授學術助理。
1990年代數度造訪美國，曾到南伊利諾伊大學擔任高級訪問學者，進行群體動力學研究；傅爾布萊特計畫（Fulbright）學者，講授中國文化心理學；隨後在美國加州帕羅奧圖超個人心理學研究院（ITP）研習。同時，在舊金山榮格研究中心研究心理分析，在加利福尼亞整合學院（CIIS）研究東西方心理學。
1999-2000年期間在瑞士蘇黎世榮格學院研究心理分析，參加格式塔學派心理治療訓練，隨後在舊金山榮格研究中心研究心理分析，獲得國際分析心理學學會分析師資格，國際沙遊治療師學會（ISST）治療師和美國沙遊治療學會（STA）心理治療師資格，同時在加利福尼亞整合學院（CIIS）擔任客座教授。
2002年開始擔任華南師範大學分析方向博士生指導教授，華人心理分析聯合會會長；2007年後到復旦大學任職心理學教授。

## 著作
- 《心理分析入門：我的理解與體驗》，2004年，繁體中文版由心靈工坊出版，ISBN 986-757-433-8
- 《夢是靈魂的使者：一個榮格心理分析師的夢筆記》，2011年，繁體中文版由心靈工坊出版，ISBN 978-986-611-229-4
- 《心理場論》，1996年，中國和平出版。
- 《社會心理學：理論與實踐》，1999年，暨南大學出版，ISBN 978-781-029-863-6
- 《充滿張力的生活空間─勒溫的動力心理學》，2001年，湖北教育出版，ISBN 978-753-512-548-4
- 《中國文化心理學心要》，2001年，人民出版，ISBN 978-701-003-276-4
- 《榮格與分析心理學》，2004年，中國人民大學出版，ISBN 978-753-613-072-2
- 《心理分析：理解與體驗》，2004年，三聯書店出版，ISBN 978-710-802-117-5
- 《沙盤遊戲：理論與實踐》，2004年，廣東高等教育出版，ISBN 753-613-074-0
- 《靈性：分析與體驗》，2006年，廣東教育出版，ISBN 978-754-066-301-8
- 《靈性：意象與感應》，2006年，廣東教育出版，ISBN 978-754-066-302-5
- 《三川行思》，2009年，廣東科技出版，ISBN 978-753-595-091-8
- 《心靈與境界》，2009年，鄭州大學出版，ISBN 978-781-106-964-8
- 《洗心島之夢：自性化與感應心法》，2011年，廣東科技出版，ISBN 978-753-595-493-0